# Vadasaurus
Vadasaurus es un género extinto de Sphenodontia, estrechamente emparentado con los pleurosaurios acuáticos.
Aunque no estaban tan especializados para la vida acuática como los pleurosaurios, con una forma similar a las anguilas, varias características óseas respaldan la idea de que tenía un estilo de vida semiacuático.
La especie tipo, Vadasaurus herzogi, fue descrita y nombrada en 2017. Fue descubierto en la piedra caliza de Solnhofen en Alemania, que data del Jurásico tardío. El nombre del género "Vadasaurus" se deriva de "vadare", que en latín significa "ir" o "caminar", y "saurus ", que significa " lagarto". "Vadare" es la raíz de la palabra inglesa "wade", razón por la cual se eligió para este género, en referencia a sus hábitos semiacuáticos percibidos. El nombre de especie, " herzogi ", se refiere a Werner Herzog, un cineasta bávaro .

## Descripción
El holotipo de Vadasaurus herzogi es AMNH FARB 32768, un esqueleto bien conservado pero ligeramente aplanado que está prácticamente completo.

### Cráneo y dientes

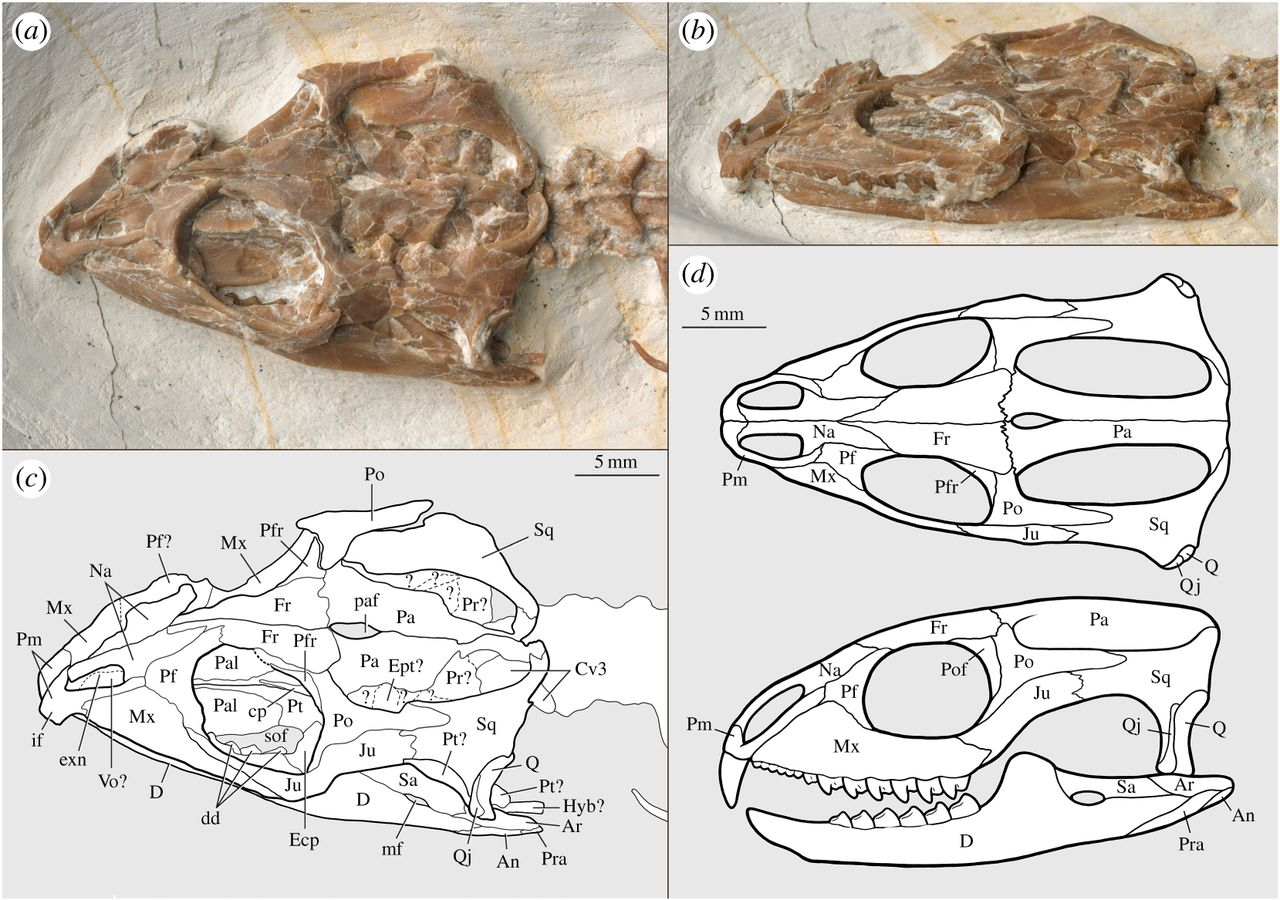
Cráneo de Vadasaurus.

La parte del cráneo frente a los ojos es bastante corta, pero la parte posterior es larga, con ventanas temporales alargadas (agujeros en la parte posterior del cráneo). En conjunto, el cráneo tiene forma triangular. Las fenestras temporales inferiores, a los lados del cráneo, son muy grandes, aproximadamente una cuarta parte de la longitud del cráneo completo. Los premaxilares no están fusionados y cada uno posee un gran colmillo aparentemente formado por tres dientes fusionados. La parte delantera del premaxilar es muy corta, pero la parte trasera es larga, excluyendo el maxilar de las narinas largas (orificios de las fosas nasales). Cada maxilar posee alrededor de trece o catorce dientes acrodontes que se fusionan con el hueso (como es típico de los rhynchocephalians). Los primeros seis o siete dientes son pequeños y simples. Sin embargo, los últimos siete son mucho más grandes y complejos. Estos dientes aumentan de tamaño hacia la parte posterior del cráneo y poseen una cúspide puntiaguda seguida de una cresta baja.
Los huesos nasales, situados en la parte superior del hocico, son delgados y y están separados entre sí para dejar espacio para el borde craneal triangular de los huesos frontales.
Los huesos frontales y parietales no están fusionados con sus pares, y los parietales forman una cresta sagital entre las ventanas temporales superiores en la parte superior del cráneo. El foramen parietal (un orificio que sostiene el tercer ojo u ojo parietal en los tuátaras modernos) tiene forma de lágrima.
Los huesos posorbitario, yugal y escamoso del lado de la cabeza se curvan hacia arriba para formar una barrera entre las ventanas temporales superior e inferior. El yugal carece de una extensión subtemporal que forma el borde inferior de la fenestra temporal inferior, por lo que deja el orificio abierto desde abajo como si fuera un arco.
El escamoso también forma parte del cráneo. Se sitúa detrás de la fenestra temporal interior, junto con el cuadrado yugal, delgado y alto, y un cuadrado curvo, que probablemente sostenía una membrana timpánica (tímpano).
Los huesos del techo de la boca están en su mayoría oscurecidos, pero fueron parcialmente revelados por una microtomografía computarizada del espécimen encontrado. Cada uno de los palatinos posee una hilera de dientes, aunque no se puede determinar su forma. Los palatinos están separados por las partes frontales largas y delgadas de los pterigoideos, que no parecen poseer dientes.
La mandíbula inferior es menos profunda que la de otros esfenodontianos avanzados, pero no tanto como la de Pleurosaurus . Tiene una curva suave, con la punta frontal más alta que el borde inferior. La parte delantera de la mandíbula es desdentada, pero la parte trasera tiene una hilera de dientes. Cada diente posee una cúspide, precedida por una cresta larga y seguida por una cresta corta. El borde exterior de los dientes se ha desgastado parcialmente por el contacto con los dientes maxilares.

### Espina dorsal, cola y costillas

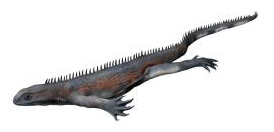
Reconstrucción

El espécimen conserva siete vértebras cervicales (cuello), dieciséis vértebras dorsales (espalda), dos vértebras sacras (cadera) y cuarenta y dos vértebras caudales (cola). Esto le da a Vadasaurus una cola muy larga.
Las espinas neurales en la parte superior de las vértebras (en especial las cervicales) son cortas y rectangulares. Las pre y postcigapófisis en los laterales de las vértebras están hinchadas, lo que hace que las vértebras tengan forma de reloj de arena desde arriba. Cada costilla es más delgada en el medio.
Un revoltijo de huesos delgados hallados en la parte media del cuerpo son probablemente los restos de gastralia (costillas del vientre) y componentes de un esternón cartilaginoso. Las vértebras sacras están parcialmente fusionadas entre sí. La mayoría de las vértebras caudales poseen costillas afiladas que se aplanan lateralmente. Las últimas vértebras caudales son delgadas y muy simples.

### Extremidades y pelvis
El húmero es corto en comparación con la longitud del cuerpo, pero proporcionalmente similar al de otros Rhynchocephalians. La mano posee cinco dedos: el dedo IV el más largo, seguido de los dedos III, II, V y I. La fórmula de la falange de la mano (que describe el número de huesos en cada dedo comenzando con el dedo I) es ?-3-4-5-3. Cada dedo termina en una garra curva. El metacarpiano (hueso de la mano) correspondiente al dedo I es característicamente ancho.
El ilion es corto y se estrecha hacia atrás. El borde superior del pubis es grande y redondeado, mientras que el borde posterior está arqueado, creando una gran fenestra tiroidea entre el pubis y el isquion. El isquion es más grande que el pubis y tiene un espolón óseo que podría haberse conectado a los músculos de la cola.
El fémur tiene forma de S, pero los detalles más finos de su estructura (así como la estructura de la tibia y el peroné ) están poco desarrollados. El astrágalo y el calcáneo (huesos del tobillo) no están fusionados.
El metatarsiano I (el primer hueso del pie) es corto y ancho, mientras que los metatarsianos II-IV son mucho más largos. El metatarsiano V es aún más corto y ancho, con un borde exterior en forma de gancho. La fórmula de las falanges del pie es 2-3-4-5-4, y cada dedo es largo y termina en una garra curva, similar a las de la mano.

## Clasificación
Se cree que Vadasaurus herzogi es un pariente cercano de los pleurosáuridos, según un análisis filogenético. El clado que abarca Vadasaurus y Pleurosauridae está emparentado con Kallimodon y Sapheosaurus.
Aunque la estructura de Rhynchocephalia en su conjunto es variable según la metodología utilizada en el análisis, los clados Vadasaurus y Pleurosauridae parecen ser los más sostenidos de todo el orden. El descubrimiento de Vadasaurus ayuda a representar la evolución de los pleurosaurios. Aunque técnicamente no es un verdadero pleurosáurido, Vadasaurus todavía posee varias características características de la familia, como una cola y narinas largas, un metacarpiano y metatarsiano I anchos, y extremidades menos osificadas que las de otros rhynchocephalians.

## Paleobiología
Se cree que Vadasaurus fue al menos parcialmente acuático, quizás similar en estilo de vida a la iguana marina de Galápagos, Amblyrhynchus cristatus . Poseía costillas más gruesas y pesadas y gastralia que pueden haber funcionado como lastre.
Aunque hay muchas evidencias esqueléticas que demuestran que el espécimen holotipo de Vadasaurus murió en la edad adulta, las epífisis de los huesos de sus extremidades anteriores no estaban completamente fusionadas. Esta es una prueba más de un estilo de vida semiacuático, ya que los animales que pasan gran parte de su tiempo en el agua no experimentan las fuerzas de la locomoción terrestre en la misma medida que los animales completamente terrestres. Aunque los huesos de las extremidades de los animales terrestres se fortalecen durante el desarrollo, los animales semiacuáticos tienen menos necesidad de fortalecimiento y, a medida que un linaje se inclina más a un estilo de vida acuático, las extremidades se vuelven menos propensas a osificarse por completo a medida que se desarrollan. Las extremidades anteriores no completamente fusionadas de Vadasaurus son una forma intermedia entre las extremidades fuertes de los rhynchocephalians terrestres y las extremidades más débiles de los pleurosaurios.